# 32579 Allendavia
32579 Allendavia este o planetă minoră (asteroid), cu un diametru de 2,575 km, din centura de asteroizi. A fost descoperită pe 17 august 2001 la Experimental Test Site⁠(d) de Lincoln Near-Earth Asteroid Research. 
Obiectul prezintă o orbită caracterizată de o semiaxă mare de 2,3618386 UAi, o excentricitate de 0,12, o înclinație de 6,18884 ° în raport cu ecliptica.